# Marseille la nuit
Marseille la nuit est un moyen métrage français réalisé par Marie Monge en 2012.

## Fiche technique
- Titre : Marseille la nuit
- Réalisation : Marie Monge
- Scénario : Marie Monge, Julien Guetta
- Monteur : François Quiqueré
- Producteur : 1015 Productions Sébastien Haguenauer
- Durée: 42 min

## Distribution
- Karim Leklou : Teddy
- Charif Ounnoughene : Elias
- Louise Monge :  Mona
- Taha Lemaïzi : Enzo
- Jérémie Laheurte
- Gary Mihaileanu

## Distinctions
- Nommé pour le César du meilleur court métrage 2014
- Nommé aux Lutins du court métrage 2014
- Festival CinéBanlieue 2013 - Mention spéciale du jury
- Un festival c'est trop court - Nice 2013
- Festival international du film francophone de Namur 2013
- Côté court - Festival de Pantin 2013 (Prix d'interprétation masculine pour Karim Leklou)
- Festival Premiers Plans d'Angers 2013 (Prix d'interprétation masculine pour Karim Leklou)
- Festival Silhouette de Paris 2013
- Festival du film de Belfort - Entrevues 2012
- Festival du film de Vendôme 2012